# Karsten Speck

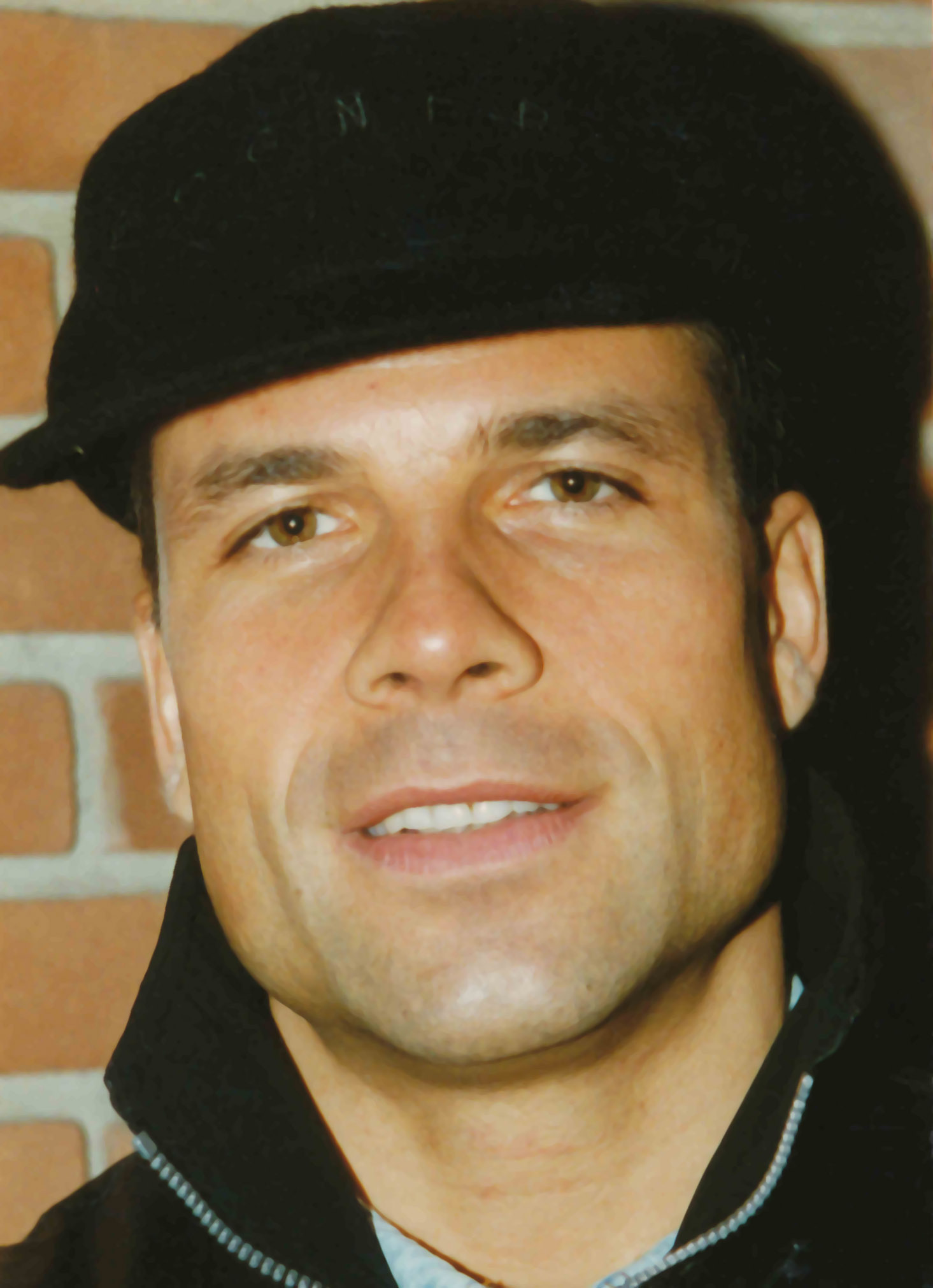
Karsten Speck

Karsten Speck (* 29. Juni 1960 in Schlema) ist ein deutscher Entertainer, Schauspieler und Sänger.

## Leben
Karsten Speck ist der Sohn eines Diplom-Ingenieurs und einer Logopädin; er hat einen Zwillingsbruder. Speck wuchs in Ost-Berlin auf. Mit sechs Jahren begann er Klavier zu spielen. Bevor er sich der Schauspielerei zuwandte, war sein Berufswunsch Opernsänger. Seine Ausbildung absolvierte er ab 1981 zunächst an der Hochschule für Musik „Hanns Eisler“. 1982 wechselte er an die Hochschule für Schauspielkunst „Ernst Busch“, die er 1986 mit dem Diplom verließ.
Karsten Speck ist verheiratet und hat einen Sohn.

## Karriere
Zu den ersten Engagements von Speck zählte die Mitgliedschaft im Ensemble des Berliner Kabaretts Die Distel zwischen 1986 und 1989. Einem größeren Publikum wurde Speck ab 1990 als Moderator der Unterhaltungssendung Ein Kessel Buntes des Deutschen Fernsehfunks bekannt, die nach der deutschen Einheit zunächst von der ARD weitergeführt wurde. Speck moderierte die Sendung insgesamt elfmal und war der letzte Moderator der Show. 1994 spielte er unter anderem zusammen mit Jochen Busse in der Krankenhausserie 3 Mann im Bett den Patienten Kalle.
Von Ende 2001 bis 2006 war er in der Fernsehserie Hallo Robbie! im ZDF in einer der Hauptrollen zu sehen. 2007 ersetzte ihn in dieser Serie der Schauspieler Marcus Grüsser. Außerdem spielte Speck in Das Traumschiff (Episoden: Seychellen, Bermudas, Kanada) mit.
Nachdem Skandale und Prozesse seine Karriere zeitweise zum Erliegen brachten, kommt er seit 2014 wieder zu verschiedenen Fernsehrollen.

## Strafverfahren
Am 5. November 2004 wurde Speck vom Landgericht Dortmund wegen schweren Betrugs zu einer Freiheitsstrafe von zwei Jahren und zehn Monaten verurteilt. Er hatte ein Berliner Ehepaar bei Immobiliengeschäften um ca. eine Million Euro geprellt. Am 27. Oktober 2005 trat Speck seine Haftstrafe in der Justizvollzugsanstalt Hakenfelde in Berlin an, nachdem ihm für Dreharbeiten der Fernsehserie Hallo Robbie! Haftaufschub gewährt worden war. Nach der Überstellung in den offenen Vollzug in der Justizvollzugsanstalt Waldeck bei Rostock hatte Speck seit April 2006 Freigang, um für die Serie zu drehen.
Die Staatsanwaltschaft in Frankfurt (Oder) erhob am 16. Juli 2007 Anklage wegen banden- und gewerbsmäßigen Betrugs gegen Speck, dessen Ehefrau und dessen Schwiegervater sowie einen weiteren Familienangehörigen. Der Vorwurf lautete, Speck habe seit 2002 insgesamt 900.000 Euro seiner Gage für die ZDF-Serie Hallo Robbie! nicht wie vereinbart in einen Fonds für die Geschädigten seines Immobilienbetrugs eingezahlt. Stattdessen soll das Geld an eine Firma seines Schwiegervaters geflossen sein. Unter Einbeziehung der Verurteilung von 2004 wurde Speck nach einem Geständnis am 13. Dezember 2010 zu einer Haftstrafe von fünf Jahren verurteilt, neun Monate davon gelten wegen der langen Verfahrensdauer als verbüßt.
Im Jahr 2009 beantragte er eine Privatinsolvenz.
Am 20. September 2011 wurde Karsten Speck auf Antrag der Staatsanwaltschaft und mit Beschluss der Strafvollstreckungskammer des Landgerichts Berlin vorzeitig aus der Justizvollzugsanstalt Hakenfelde entlassen.

## Filmografie (Auswahl)
- 1986: Zahn um Zahn, Folge: Besuch für Alex (Fernsehserie)
- 1987: Wie die Alten sungen…
- 1988: Der Vogel (Fernsehfilm)
- 1987: Der Staatsanwalt hat das Wort, Folge: Himmelblau oder Hans im Glück (Fernsehreihe)
- 1988: Der Staatsanwalt hat das Wort, Folge: Zerschlagene Liebe (Fernsehreihe)
- 1988: Barfuß ins Bett (Fernsehserie)
- 1989: Tierparkgeschichten (Fernsehserie)
- 1990–1992: Ein Kessel Buntes (Moderation der Fernsehshow)
- 1991: Felix und zweimal Kuckuck (Fernsehserie)
- 1991: Drei Damen vom Grill (Fernsehserie)
- 1991: Praxis Bülowbogen (Fernsehserie, Folge Eifersucht und Rattengift)
- 1993: Zwei wie Paul und Caroline (TV-Special)
- 1994–1995: Drei Mann im Bett (Fernsehserie)
- 1995: Nich’ mit Leo
- 1998–2000: Freunde fürs Leben (Fernsehserie)
- 2000: Adelheid und ihre Mörder – Manege frei für Mord
- 2001: Das Traumschiff (Fernsehserie), Folge: Bermudas
- 2001: Schlosshotel Orth (Fernsehserie), Folge: Verstimmungen
- 2001: Wilder Hafen Ehe
- 2002–2007: Hallo Robbie! (Fernsehserie)
- 2003: Herr Lehmann
- 2009: SOKO Wismar, Folge: Er gehört mir (Fernsehserie)
- 2010: Chiemgauer Volkstheater, Folge: Auf Opa ist Verlass
- 2014: Morden im Norden, Folge: Fatale Begegnung
- 2014: Der Knastarzt (Fernsehserie), Staffel 1, Folge 4: Angezählt
- 2014: Das Traumschiff (Fernsehserie), Folge: Quebec
- 2015: Voll Paula!
- 2017: jerks. (Fernsehserie, Folge Samenraub)
- 2019: Voll Rita!
- 2021: All You Need (Fernsehserie)
- 2022: Stasikomödie
- seit 2024: Die Spreewaldklinik (Fernsehserie)

## Theater
- 2016: Honig im Kopf (Theaterstück)